# Grace Poe
Grace Poe-Llamanzares (Jaro, 3 september 1968) is een Filipijns politicus. Ze was van 2010 tot 2012 voorzitter van het Movie and Television Review and Classification Board (MTRC) en in 2013 werd ze gekozen tot senator. Bij de verkiezingen van 2016 stelde Poe zich kandidaat voor het presidentschap.

## Biografie
Grace Poe werd geboren op 3 september 1968 in Jaro, tegenwoordig onderdeel van Iloilo City. Ze is een vondeling en werd geadopteerd door het acteurskoppel Fernando Poe jr. en Susan Roces. Ze groeide op in de Filipijnse hoofdstad Manilla. Na haar middelbareschoolopleiding aan het Assumption College behaalde ze een Bachelor of Arts-diploma. Ontwikkelingsstudies aan de University of the Philippines. Later studeerde ze politieke wetenschappen aan het Boston College in de Verenigde Staten, waar ze in 1991 haar master-diploma behaalde.
In 2004 verloor haar vader Fernando Poe jr. de presidentsverkiezingen van zittend president Gloria Macapagal-Arroyo. De uitslag van de verkiezing was erg controversieel en velen waren van mening dat Macapagal-Arroyo de verkiezingen door fraude gewonnen had. In deze periode keerde Grace Poe terug in de Filipijnen. Ze kwam in de periode erna veelvuldig in de landelijk media in haar strijd tegen verkiezingsfraude. In 2010 werd Poe door president Benigno Aquino III benoemd tot voorzitter van het Movie and Television Review and Classification Board (MTRC). In haar periode als voorzitter die duurde tot 2012 introduceerde ze een nieuw classificatiesysteem voor films en televisieprogramma's en steunde ze onafhankelijke filmmakers.
Bij de Filipijnse verkiezingen 2013 deed Poe als onafhankelijk kandidaat mee aan de Senaatsverkiezingen. Ze werd echter wel als gastkandidaat opgenomen in het team van twaalf senaatskandidaten van de coalitie van president Benigno Aquino III. De speerpunten van Poe gedurende haar campagne voor de senaat waren: armoedebestrijding, bevorderen van kansen voor kinderen en verkiezingshervormingen. Voordat ze zich officieel kandideerde, stond ze 28e in de peilingen. Nadat ze haar kandidatuur officieel had gemaakt, steeg ze naar de vijftiende plek en bij de laatste peiling door het Social Weather Stations voor de verkiezingen stond ze op een vijfde plek. Na het tellen van de stemmen bleek dat Poe vrij verrassend met het meeste stemmen van alle kandidaten was verkozen tot senator.
Poe heeft zich als onafhankelijke kandidaat aangemeld voor de presidentsverkiezingen van 2016. Haar running-mate bij de verkiezingen is mede-senator Francis Escudero. Tegen haar kandidatuur is door diverse mensen bezwaar aangetekend, omdat ze vanwege haar afkomst als vondeling onmogelijk kan bewijzen dat ze kan voldoen aan de vereiste om een Filipijnse van geboorte te zijn. Ook zou ze minder dan de vereiste tien jaar in de Filipijnen resideren. De Filipijnse kiescommissie COMELEC oordeelde dat deze bezwaren terecht waren en disqualificeerde haar als kandidaat. Poe ging hiertegen in hoger beroep bij het Hooggerechtshof van de Filipijnen. Kort daarop werd een bezwaar tegen haar verkiezing tot senator in 2013 door verliezend kandidaat David werd met 4-5 door het Senatorial Electoral Tribune afgewezen. Bij deze beslissing stemden de drie rechters in het SET en senator Nancy Binay, een dochter van een andere presidentskandidaat, voor haar diskwalificatie. Op 1 maart oordeelden de vijftien rechters van het hooggerechtshof met een meerderheid van 9 tegen 6 dat Poe wel degelijk gerechtigd was om deel te nemen aan de presidentsverkiezingen.
Poe is getrouwd met Teodoro Llamanzares en kreeg met hem een zoon en twee dochters.